# كيزو هامادا
كيزو هامادا هو سياسي ياباني، ولد في 10 يناير 1952 في Kanonji ‏ في اليابان. نشط حزبياً في مستقل. وقد انتخب governor of Kagawa Prefecture ‏ (5 سبتمبر 2010 – ).

## وصلات خارجية
- الموقع الرسمي